# Mucopolysaccharidose
Les mucopolysaccharidoses (MPS) sont des maladies génétiques dégénératives lysosomales liées à un déficit enzymatique qui est responsable de l'accumulation de mucopolysaccharides dans différents tissus.
Cette accumulation se traduit par les symptômes d'une maladie dégénérative qui touche des organes plus ou moins nombreux.
Une très grande hétérogénéité clinique et biologique caractérise ces maladies. Un même déficit enzymatique peut produire des formes aussi bien sévères que modérées, ce qui explique la difficulté de leur diagnostic.
Le pronostic est variable selon les organes touchés mais peut couramment inclure un décès du patient en quelques années.
| Type | Phénotype                 | Numéro MIM | Transmission    | Gène | Signes cliniques  | Déficit enzymatique       |
| ---- | ------------------------- | ---------- | --------------- | ---- | ----------------- | ------------------------- |
| IH   | Syndrome de Hurler        | 607014     | Récessive       | IDUA | Cataracte précoce | Alpha-L-iduronidase       |
| IS   | Maladie de Scheie         | 607016     | Récessive       | IDUA |                   | Alpha-L-iduronidase       |
| IH/S | Maladie de Scheie Hurler  | 607015     | Récessive       | IDUA |                   | Alpha-L-iduronidase       |
| II   | Maladie de Hunter         | 309900     | Récessive à l'X | IDS  |                   | Iduronate-2-sulfatase     |
| III  | Maladie de Sanfilippo     | 252900     | Récessive       | SGSH |                   | Héparane-N-sulfatase      |
| IV   | Maladie de Morquio        | 253010     | Récessive       | GLB1 |                   | Galactosamine-6-sulfatase |
| VI   | Maladie de Maroteaux-Lamy | 253200     | Récessive       | ARSD |                   | Arylsulfatase B           |
| VII  | Maladie de Sly            | 253220     | Récessive       | GUSB |                   | Bêta-glucuronidase        |